# Núria Nin
Núria Nin (Frankrijk, 1956) is een Frans historica, archeologe, directrice  en stripauteur.
Nin studeerde eerst klassieke letteren aan de universiteit van de Provence en daarna archeologie met een specialisatie in de protohistorie.
Als archeologe werkte zij voor de Association pour les fouilles archéologiques nationales (Afan). In 1988 richtte zij een archeologische dienst op voor Aix-en-Provence, waarvoor ze directrice is.
In de periode 1984-2016 werkte Nin mee aan zeker tien publicaties over archeologie.
Ze was lid van de Commissions interrégionales de la recherche archéologique Sud-Ouest (CIRA) van 2003 tot 2011. Vanaf 2003 is zij lid van de Conseil national de la recherche archéologique (CNRA).
In 2013 verzorgde Nin de historische teksten voor het album Aquae Sextiae (Aix-en-Provence) in de educatieve reeks De reizen van Alex.